# Seututie 950
Pour les articles homonymes, voir Route 950.
La route régionale 950 (finnois : Seututie 950) est une route régionale allant de Kuusamo à Salla en Finlande.

## Description
La route régionale 950 est une route régionale d'une longueur de 79 kilomètres.
La route part près du village de Kantojoki à Kuusamo, puis traverse Käylä, Oulanka, Hautajärvi et Kallunki, pour se terminer à Salla.
La route fait partie de la route du poème et de la frontière et passe par le parc national d'Oulanka et les Tunturis de Salla (fi).

## Parcours
- Kantojoki, Kuusamo
- Käylä (6 km)
- Hautajärvi (33 km)
- Salla (79 km)